# Capitole de l'État du Nebraska
Le Capitole de l'État du Nebraska (Nebraska State Capitol) est le siège du gouvernement de l’État et abrite les principaux bureaux exécutifs et judiciaires ainsi que la législature du Nebraska, la seule législature monocamérale de l'État aux États-Unis. Il est situé au centre-ville de Lincoln, la capitale de l'État.
Il se distingue de la plupart des autres Capitoles américains par son architecture, sa forme n'ayant pas la forme traditionnelle avec rotonde. Il est le second plus haut Capitole après celui de Louisiane.
Il a été dessiné par l'architecte Bertram Grosvenor Goodhue et construit entre 1922 et 1932. Sa structure en calcaire reprend des traditions de style classique et gothique mais représente des innovations majeures dans la conception d'un Capitole d'État.

## Photographies

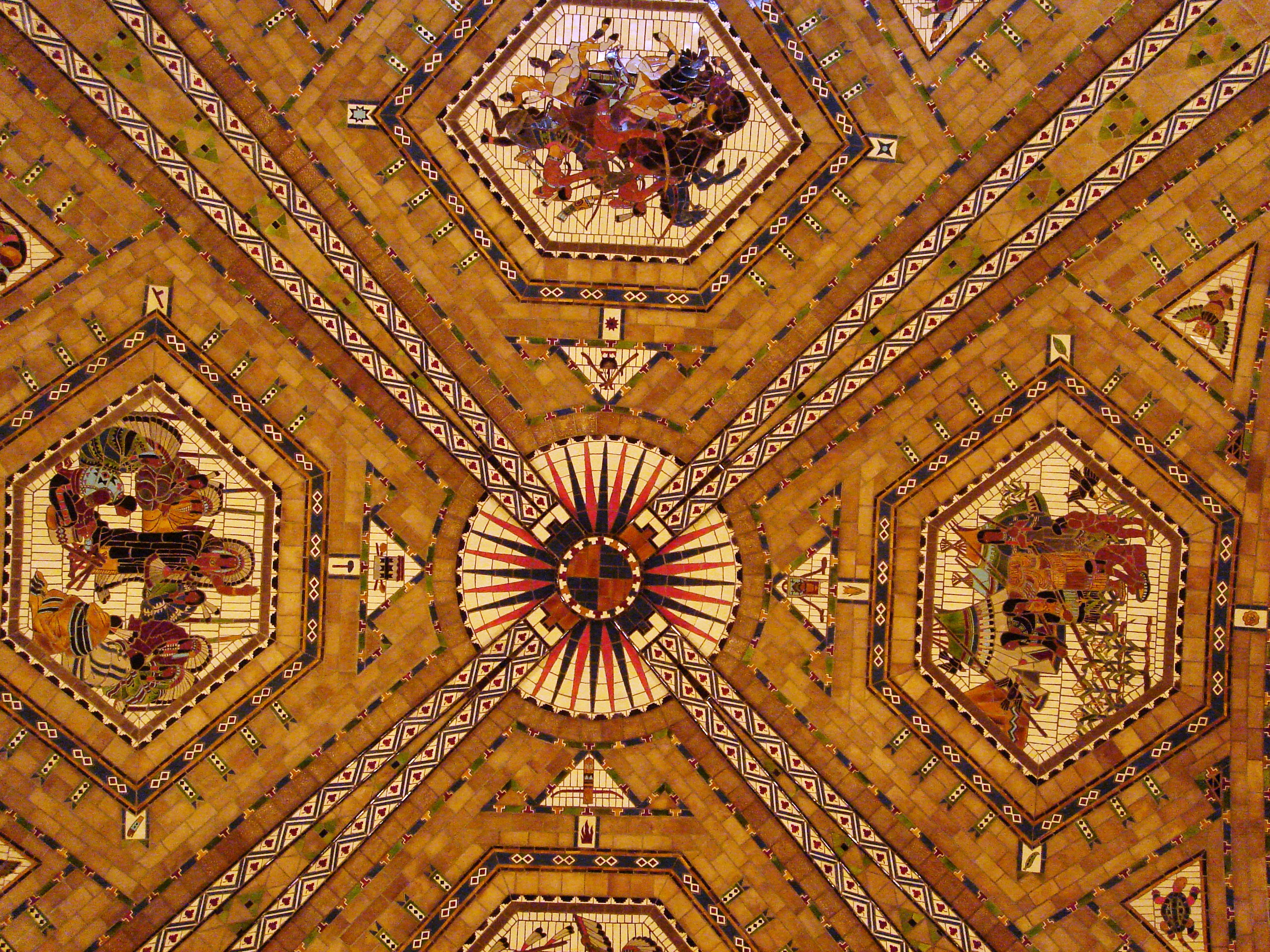
Plafond de la Chambre
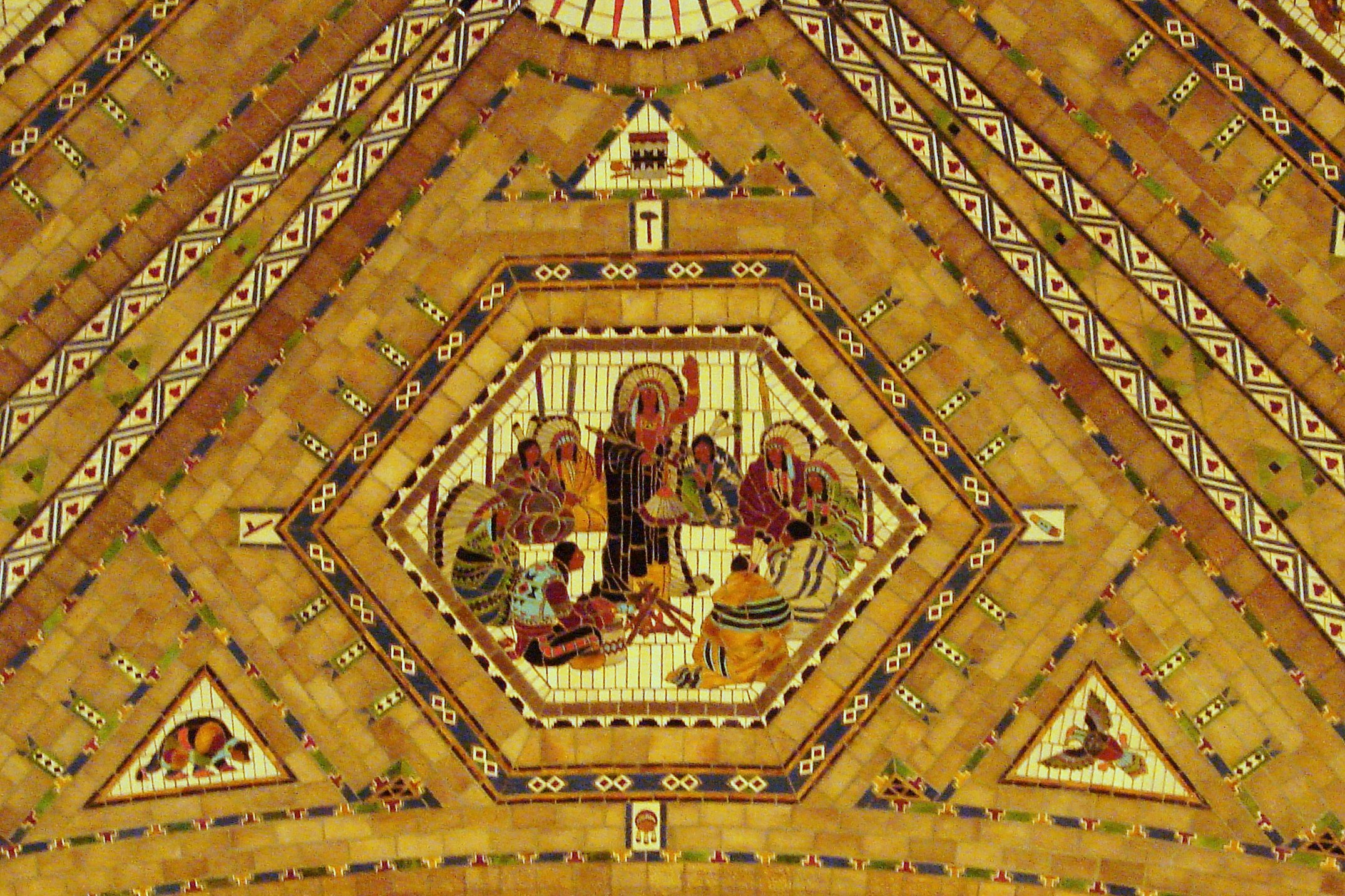
Détail du plafond de la chambre
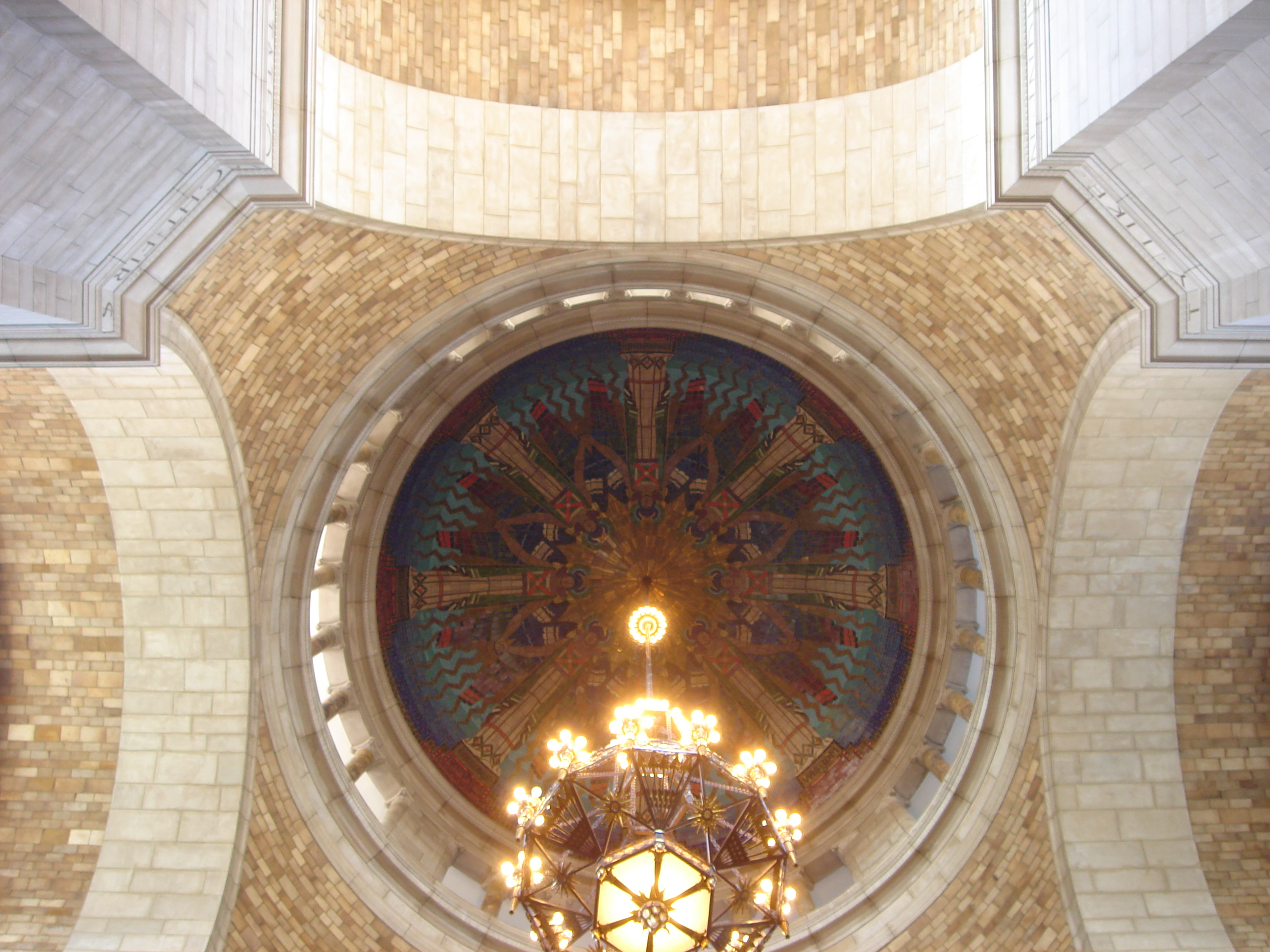
Plafond du dôme de la rotonde
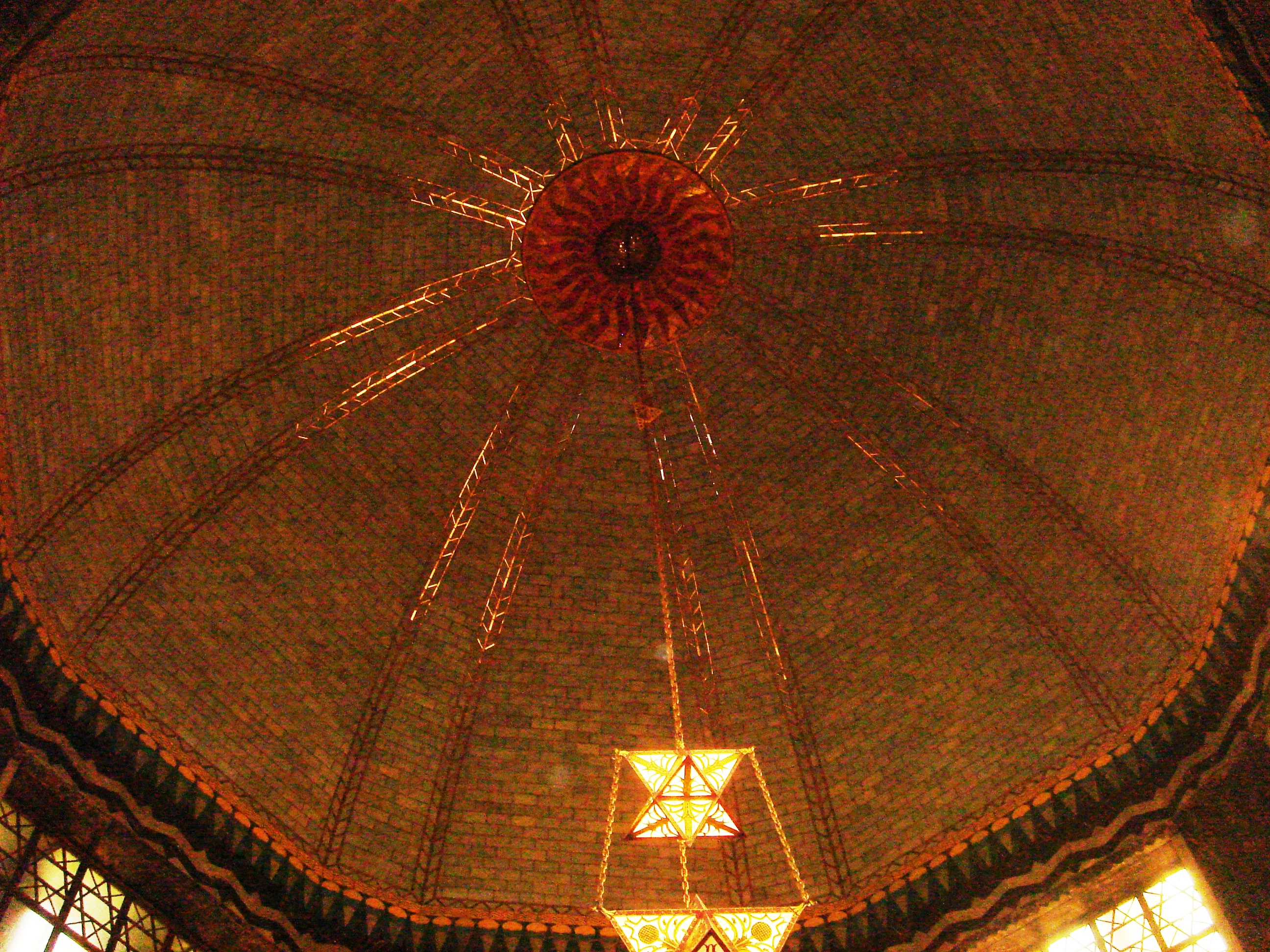
Plafond du dôme de la tour
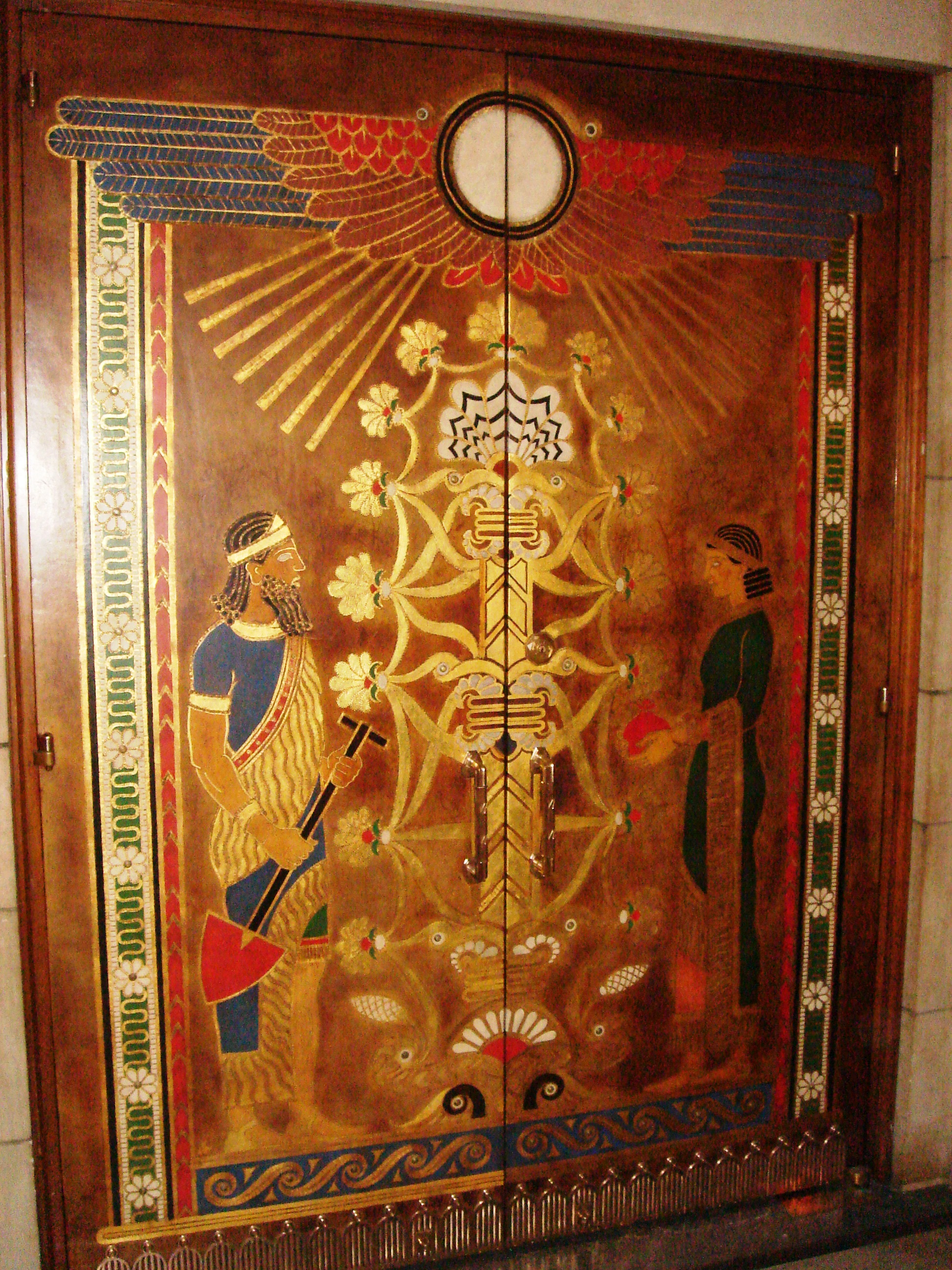
Porte de la chambre du Sénat
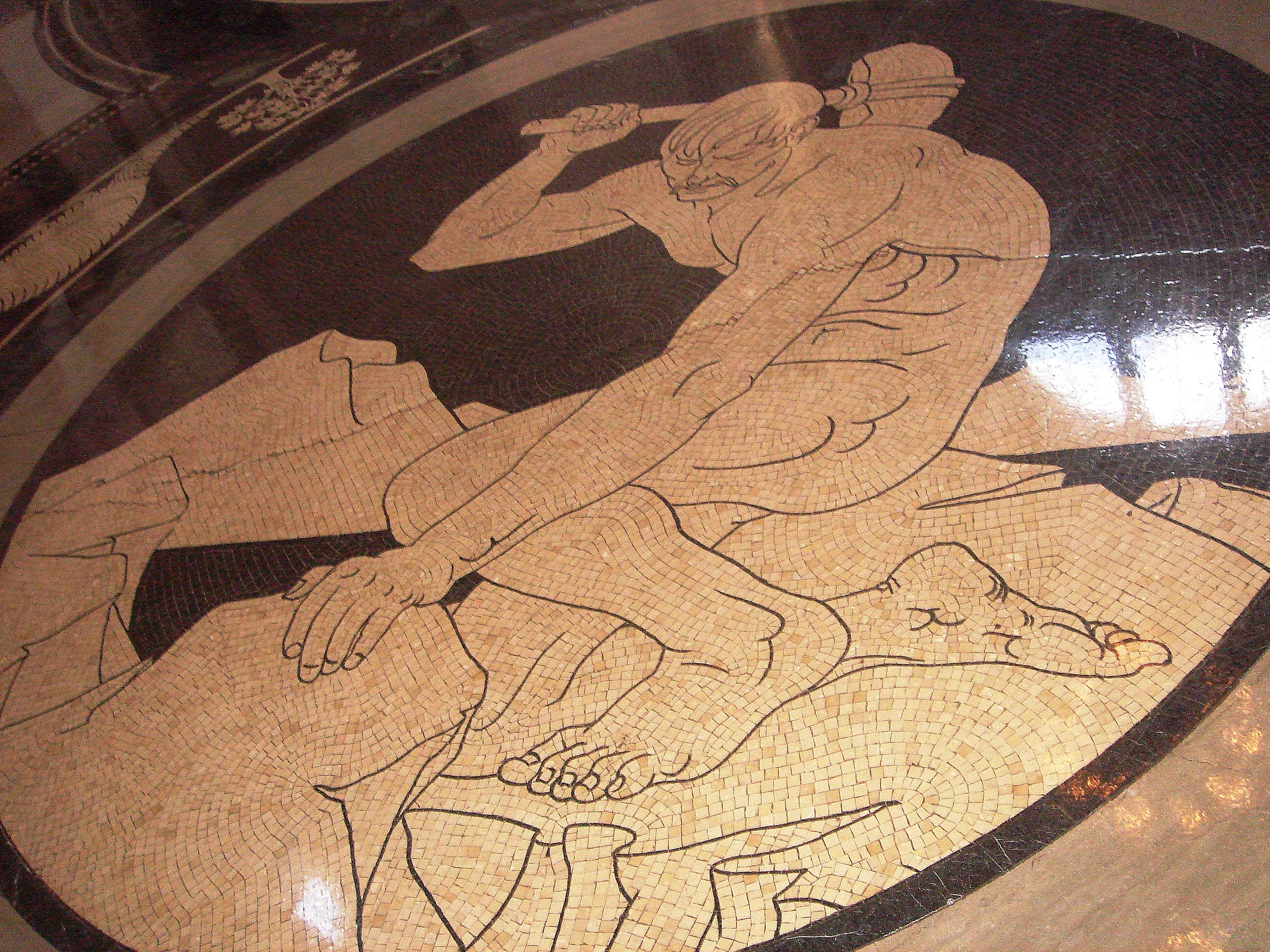
Détail du plancher, vie préhistorique